# Aeroportul Internațional Yaoundé Nsimalen
Aeroportul Internațional Yaoundé Nsimalen (IATA: NSI, ICAO: FKYS) este un aeroport din Provincia Centru, Camerun, Camerun ce deservește zona Yaoundé. Aeroportul a fost tranzitat în 2018 de 706.868 de pasageri. A fost numit după zona deservită.
Situat la o altitudine de 694 m, aeroportul dispune de 1 pistă. Este operat de Aéroports du Cameroun⁠(d).

## Infrastructură

### Piste
Aeroportul dispune de o singură pistă. Pista 01/19 are suprafața de asfalt și dimensiunile 3.400 m × 45 m. 